# Michel Marquet
Pour les articles homonymes, voir Marquet.
Michel Marquet, né le 17 août 1921 à Paris et mort le 18 novembre 2000 à Créteil, est un homme politique français.

## Détail des fonctions et des mandats
Mandat parlementaire
- 23 juillet 1969 - 1er avril 1973 : Député de Paris